# كويرات
التيكورين، أو الكويرات، هو طبق جزائري تقليدي عبارة عن كرات من السميد المطهو على البخار والأعشاب، يقوم بإعدادها الشنويون في تيبازة.

## الأصل وأصل الكلمة
تيكورين تعني "زلابية» باللغة الأمازيغية من شنوة؛ الكويرات هو ما يعادلها في اللهجة العربية الجزائرية.

## الوصف والإعداد
تتكون هذه الكرات من ثلاثة عشر نوعًا من النباتات، بما في ذلك النعناع البري، والشبت، والكرفس، والزعتر، ويضاف إليها السميد، والثوم، والفلفل الحار، وزيت الزيتون. هذه الزلابية مطهوة على البخار.
تُحضر الكويرات من الشتاء إلى الربيع للاحتفال بيناير. وهي ترافق في كثير من الأحيان شوربة العدس.